# Milvignes
Milvignes est une commune de la région Littoral dans le canton de Neuchâtel en Suisse.

## Histoire
Elle a été fondée le 1er janvier 2013 à la suite de la fusion des communes d'Auvernier, Bôle et Colombier.

## Démographie
Le graphique suivant résume l'évolution de la population de Milvignes à partir de 2012.

## Population historique
La population historique est donnée par le graphique suivant :

## Galerie

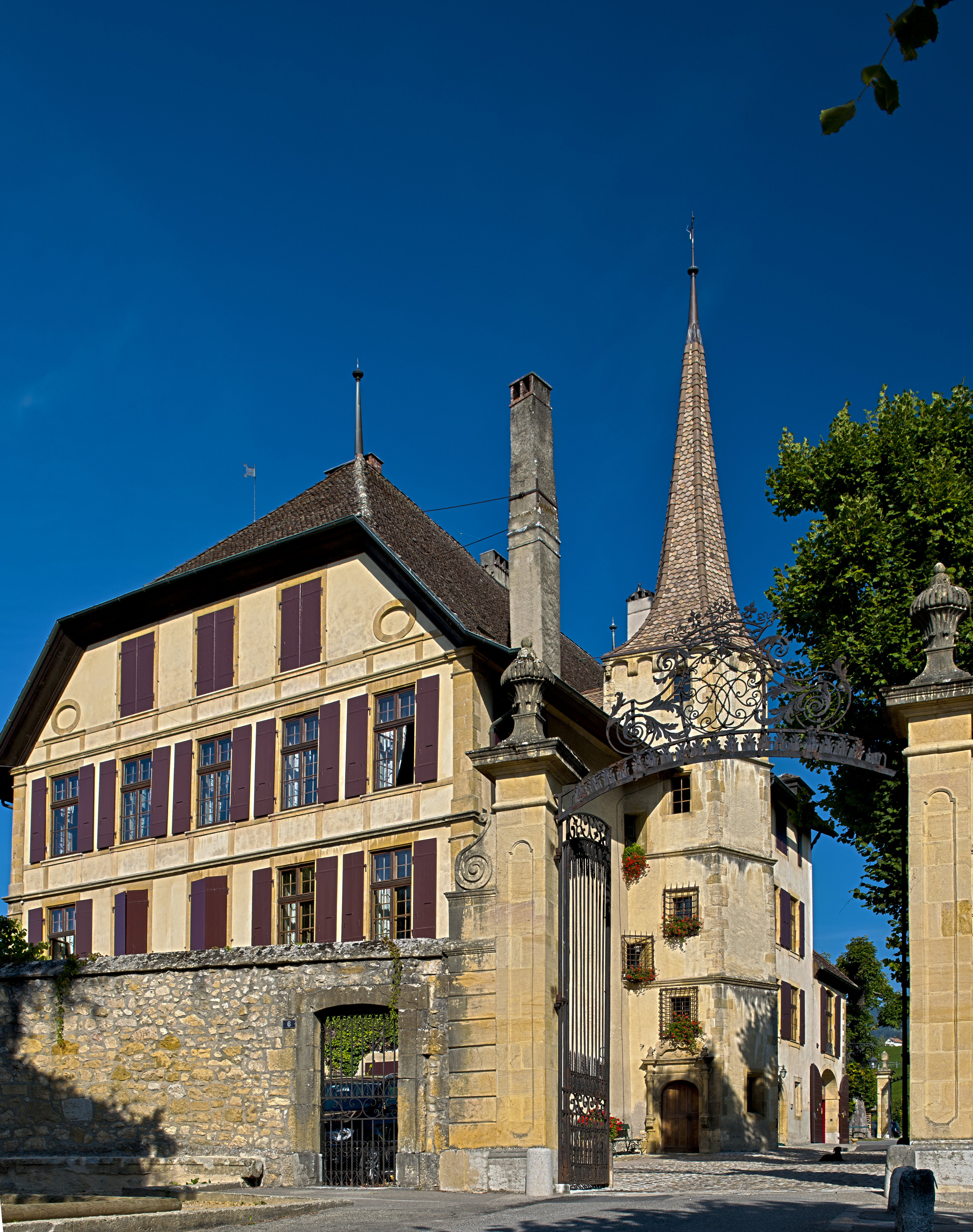
Château d'Auvernier.
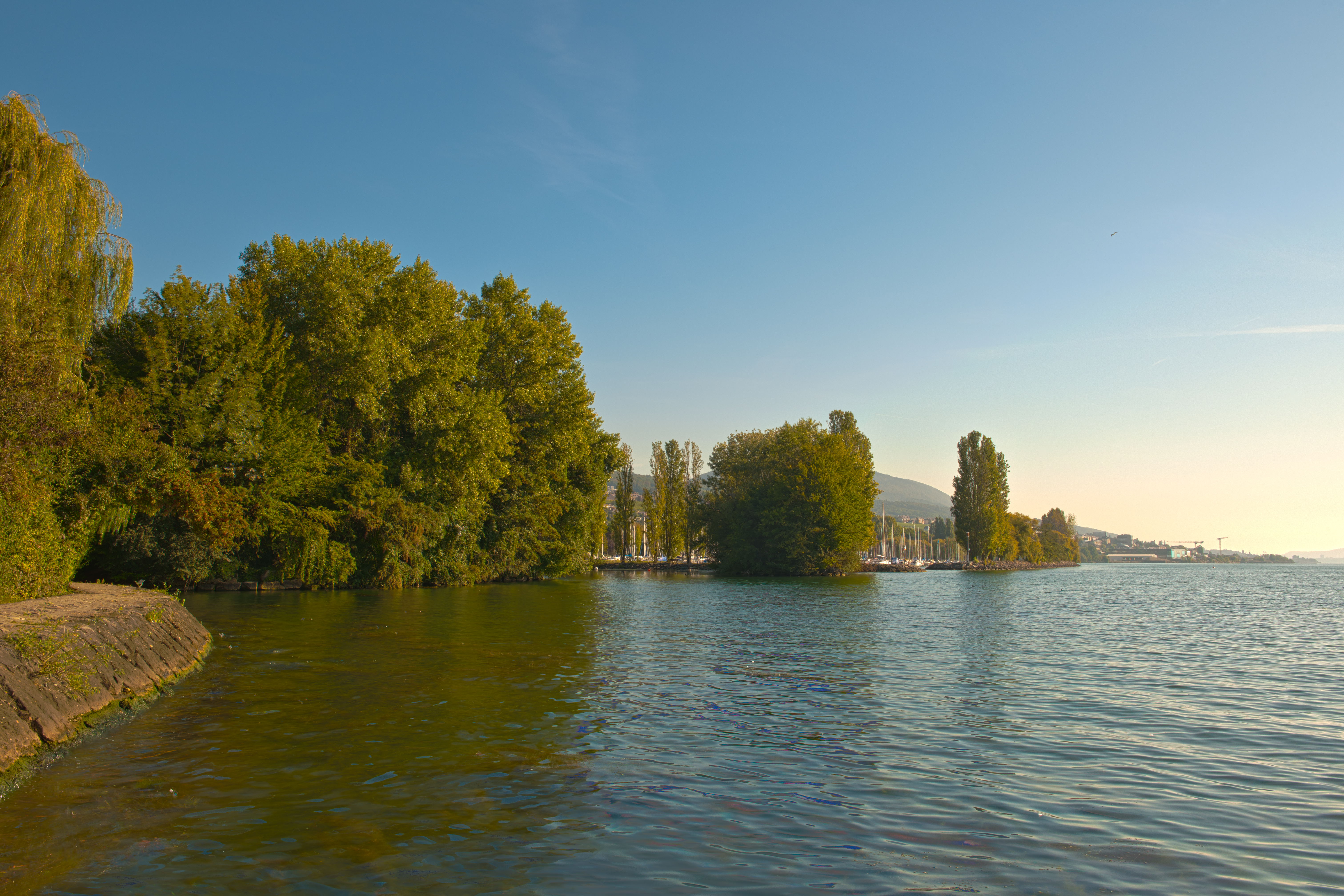
Baie d'Auvernier.
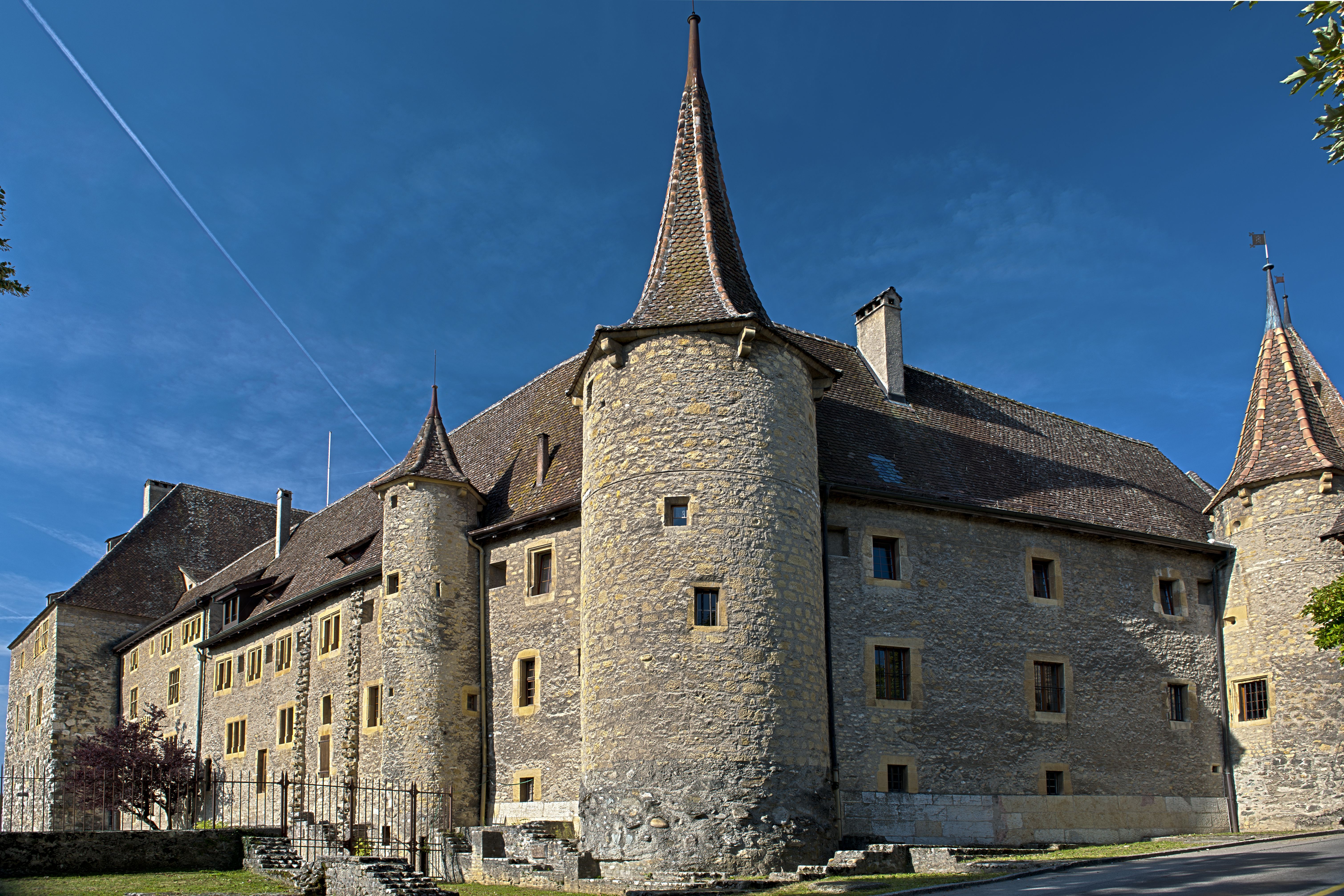
Le château de Colombier.
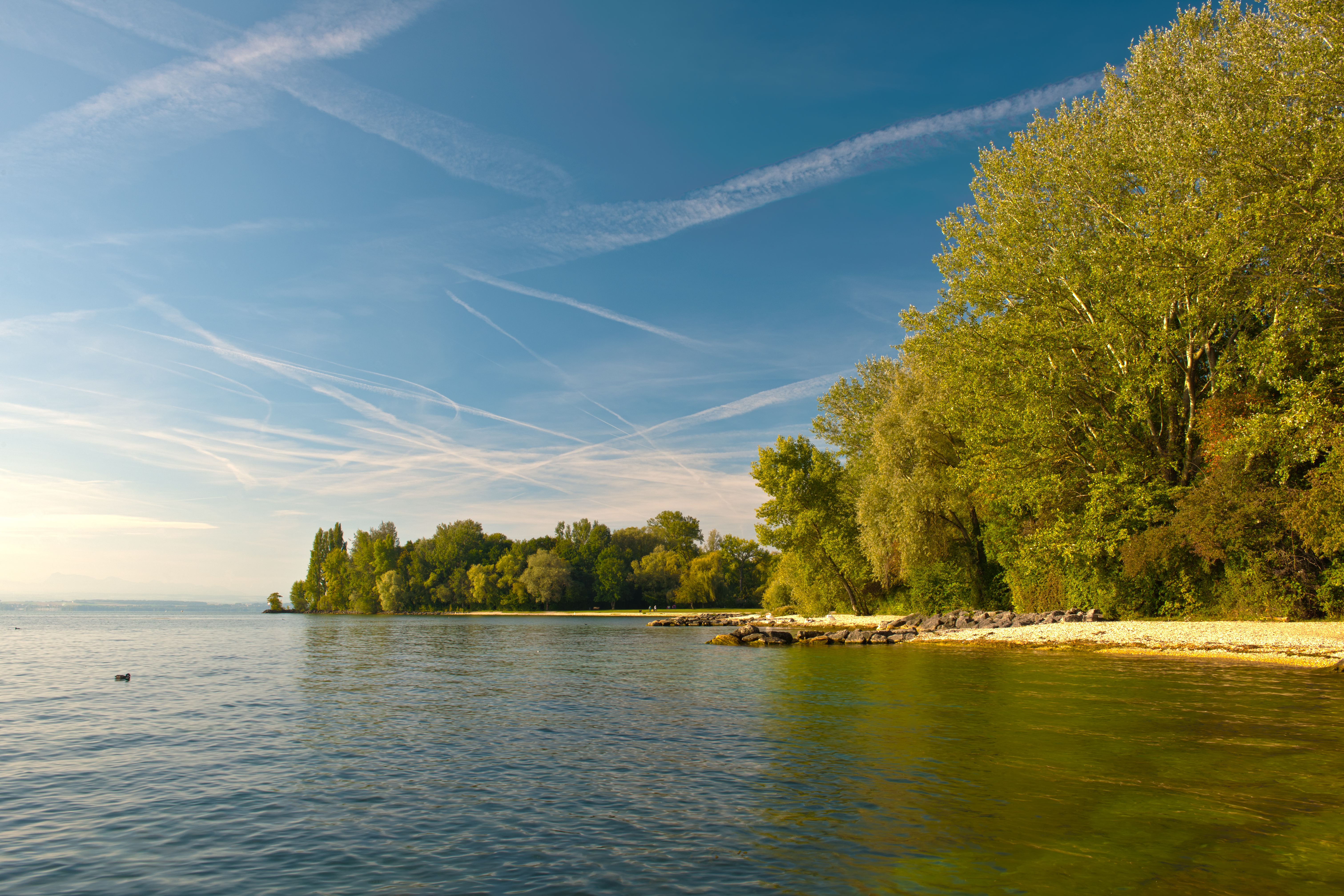
Campement lacustre de la baie d'Auvernier.
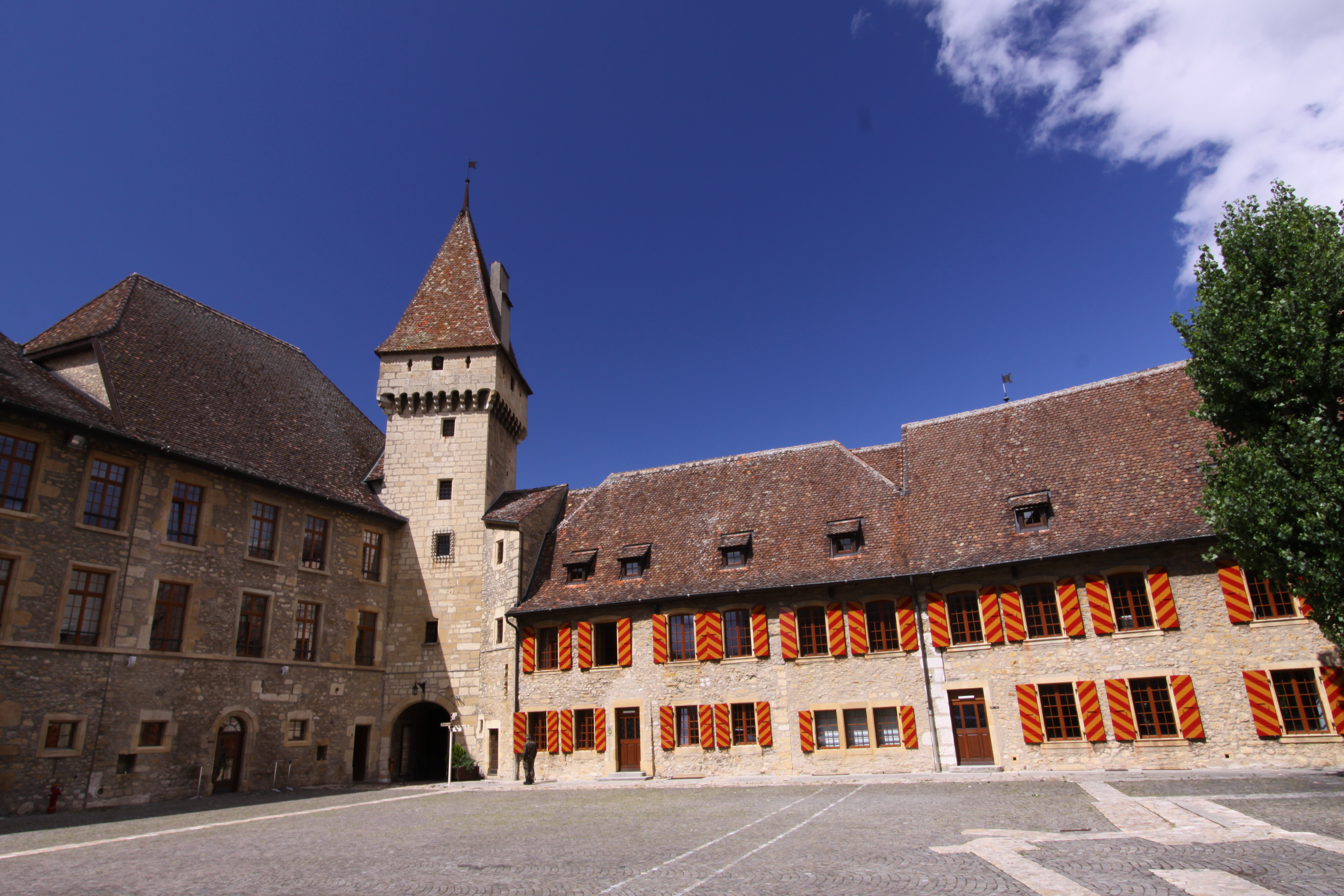
Château de Colombier.
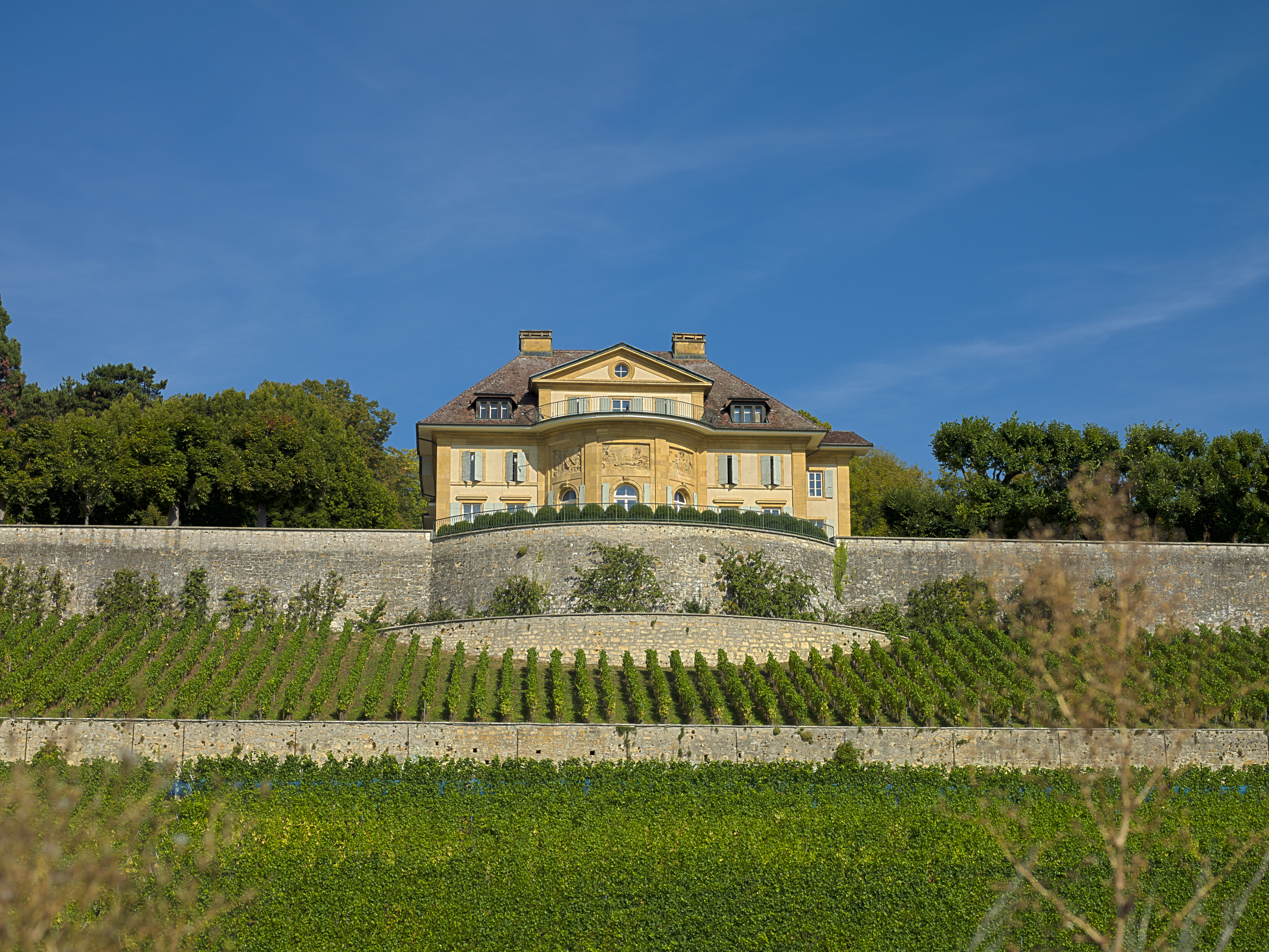
Domaine de Vaudijon.
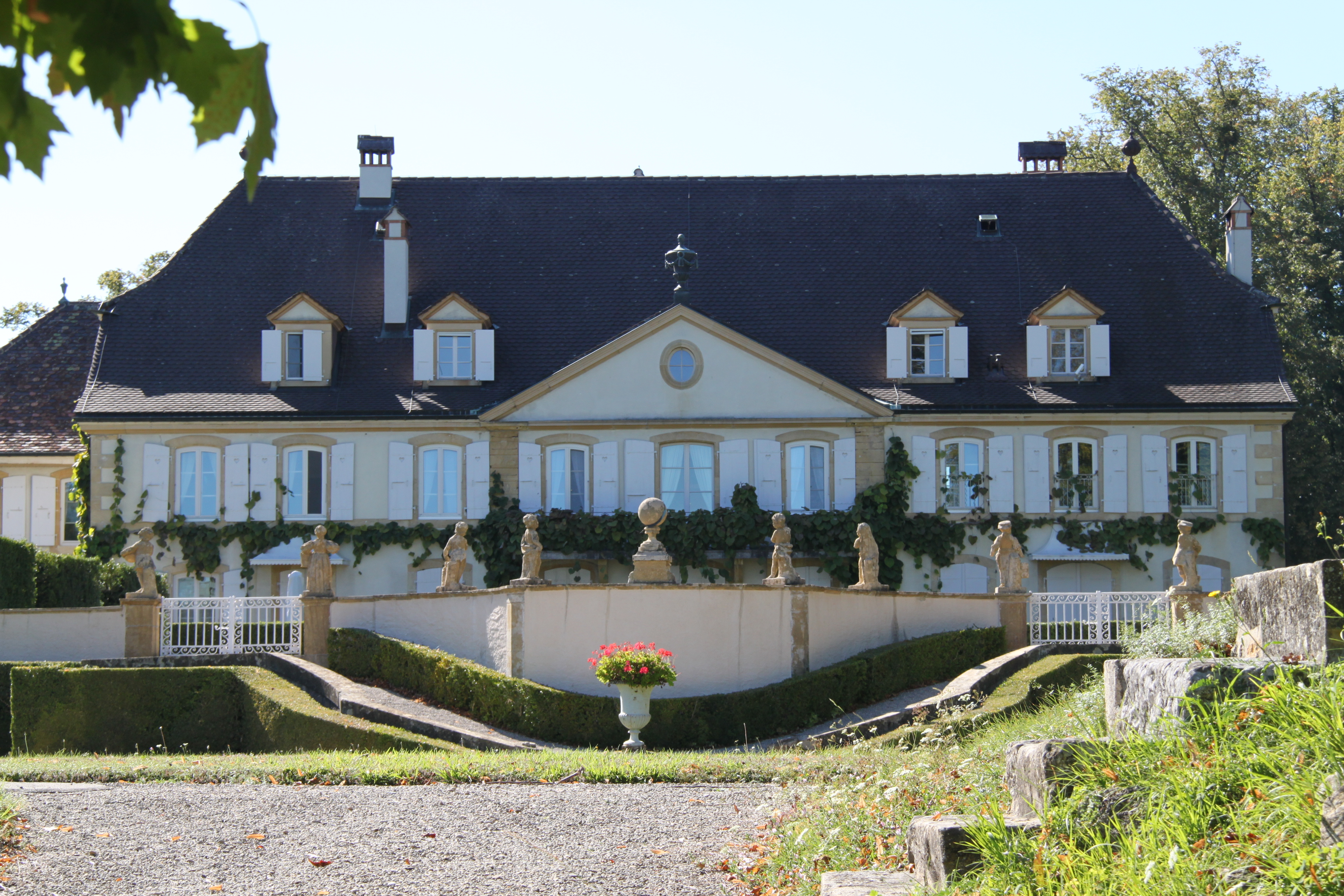
Maison de maître du Bied.
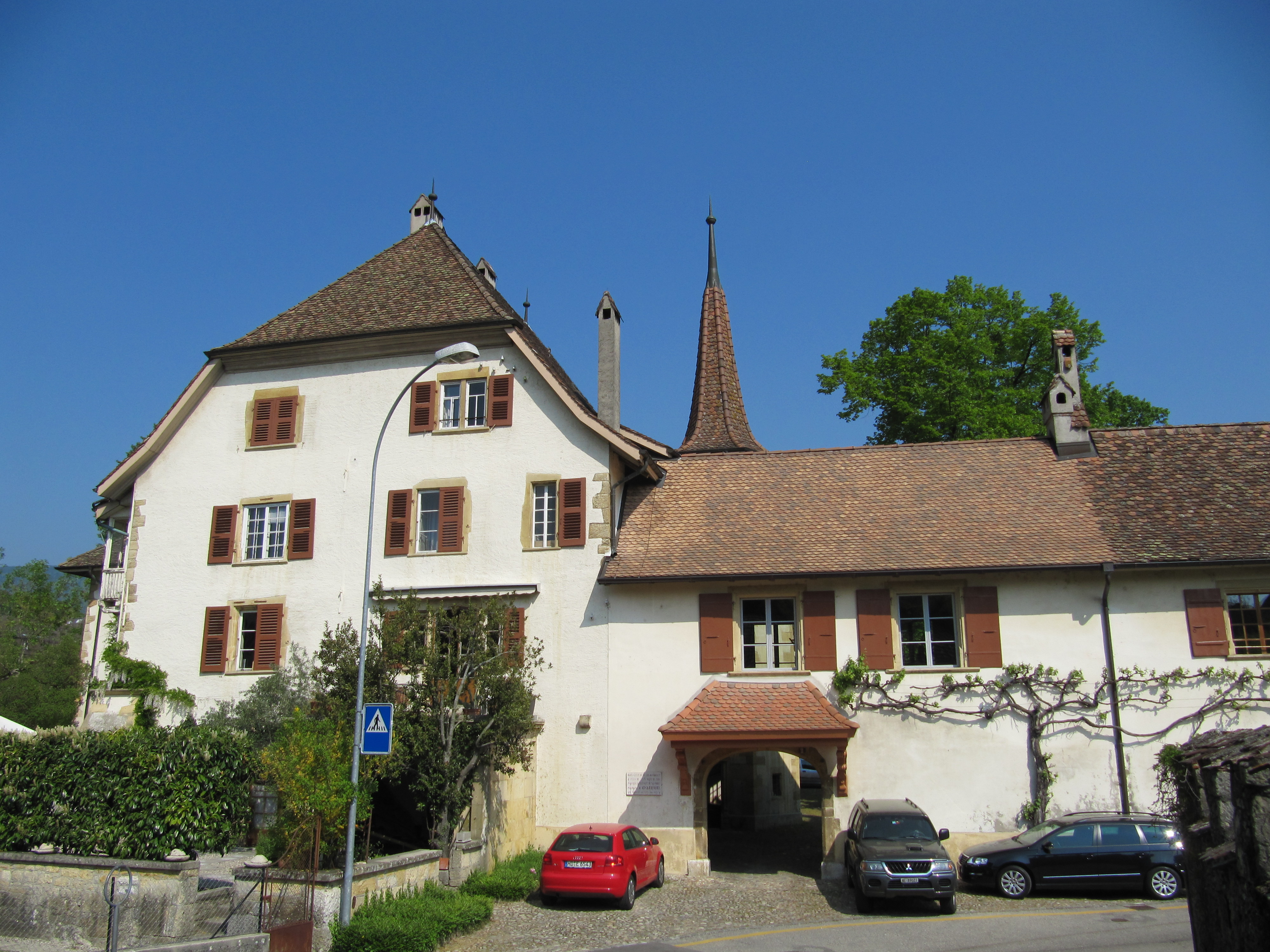
Manoir Le Pontet.
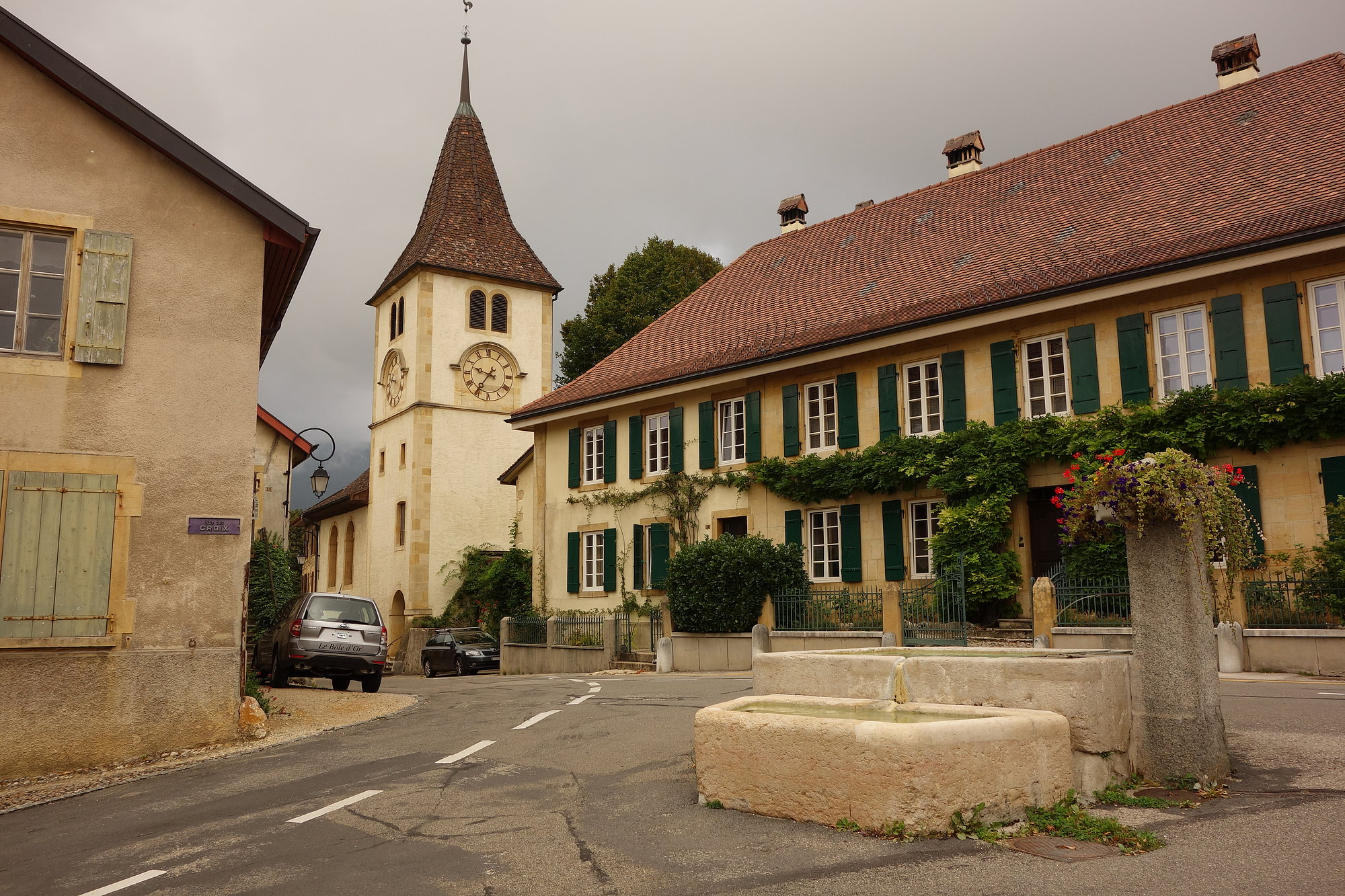
Temple de Bôle